# Kraftwerk El Toro
Das Kraftwerk El Toro (spanisch Central [hidroeléctrica] El Toro) ist ein Wasserkraftwerk in Chile. Das Kraftwerk liegt in der Region VIII, ungefähr 90 km östlich der Stadt Los Ángeles. Die Vulkane Antuco und Sierra Velluda befinden sich ca. 20 km südlich des Kraftwerks. 
Mit dem Projekt zur Errichtung des Kraftwerks wurde im Jahre 1965 begonnen. Es ging 1973 in Betrieb. El Toro ist im Besitz der Empresa Nacional de Electricidad S.A. Chile (ENDESA) und wird auch von ENDESA betrieben.

## Laguna de La Laja
Der ca. 1370 m über dem Meeresspiegel gelegene See Laguna de La Laja dient als Speicherbecken für das Kraftwerk, das die Höhendifferenz zwischen dem See und dem Fluss Río Polcura nutzt. Das Gesamtvolumen des Sees wird mit 8 (bzw. 5,5 oder 7,7) Mrd. m³ angegeben, von denen 4 Mrd. m³ zur Stromerzeugung nutzbar sind.
Das Gesamtvolumen fiel 2013 aber auf nur noch 317 Mio. m³ und der Wasserspiegel erreichte mit 1305 m einen Tiefstand, was zu Kritik am Kraftwerksbetreiber ENDESA durch Landwirte führte, die zur Bewässerung auf den See angewiesen sind. ENDESA gab im Mai 2014 bekannt, dass das Kraftwerk die Stromerzeugung auf ein Minimum zurückfahren wird, um die Bewässerung sicherzustellen. El Toro wird solange nur noch zur Abdeckung von Spitzenlast dienen, bis der Wasserstand im See wieder ausreichend ist.
Auf der Westseite des Sees (in einer Bucht mit dem Namen Bahia de Los Machos) befindet sich das Einlaufbauwerk, von dem aus das Wasser durch einen mit Beton ausgekleideten Tunnel (Länge 9 km, Durchmesser 5,7 m) zur Fallzone geleitet wird. Dort befindet sich das Wasserschloss (Höhe 91 m, Durchmesser 6,75 m). Danach wird das Wasser durch zwei Druckrohrleitungen (Länge 1446 m, Durchmesser 2,80 m) zu den Turbinen des Kraftwerks geleitet.
Zusätzlich wurde am Oberlauf des Río Polcura ein Staudamm errichtet. Der so entstandene Stausee ist durch einen Tunnel mit dem Laguna de La Laja verbunden, um das Wasser des Río Polcura in den See umzuleiten.

## Kraftwerk
Das Kraftwerk El Toro verfügt über eine installierte Leistung von 450 (bzw. 400) MW. Die durchschnittliche Jahreserzeugung schwankt: sie lag im Jahre 2001 bei 600 Mio. kWh und im Jahre 2003 bei 2,306 Mrd. kWh.
Die vier Maschinen des Kraftwerks wurden 1973 in Betrieb genommen; sie befinden sich in einer unterirdischen Maschinenhalle. Die Pelton-Turbinen mit vertikaler Welle leisten jede maximal 112,5 (bzw. 100) MW. Die Daten der ursprünglich vorgesehenen Maschinen waren: Leistung 100 MW und Nenndrehzahl 333,33/min; Nennspannung der Generatoren 13,8 kV. Die Turbinen wurden von Charmilles und die Generatoren von NEBB geliefert. In der Schaltanlage wird die Generatorspannung von 13,8 kV mittels Leistungstransformatoren auf 220 kV hochgespannt. Von der Schaltanlage führt eine 84 km lange Doppelleitung zum Umspannwerk Charrúa.
Die Fallhöhe beträgt 545 m. Der maximale Durchfluss liegt bei 97,3 m³/s.

## Sonstiges
Die Internationale Bank für Wiederaufbau und Entwicklung schätzte die Kosten für das Kraftwerk im Dezember 1966 auf 565 Mio. Eº oder umgerechnet 306 USD je kW installierter Leistung.